# Topola (miasteczko)
Topola (cyr. Топола) – miasteczko w Serbii, w okręgu szumadijskim, siedziba gminy Topola. W 2011 roku liczyło 4973 mieszkańców.

## Charakterystyka
Miejscowe fortyfikacje zbudował Jerzy Czarny. Cerkiew św. Jerzego jest mauzoleum Dynastii Karadziordziewiciów.
Korzystne położenie geograficzne i warunki naturalne w miejscowości Topola stworzyły dogodne warunki dla życia ludzi w tym regionie od czasów starożytnych. Wykopaliska archeologiczne potwierdzają istnienie, neolitycznych osad na terenach Blaznava, Donja Trnava, Belosavac i Topoli.
Na terenie obszaru Topola odkryto szczątki rzymskiej kultury materialnej późnego okresu rzymskiego. Szczątki budowli bizantyjskich i pieniądze, wskazują na obecność początkowej fazy rozwoju cywilizacji bizantyjskiej.